# Malagoniella astyanax
Malagoniella astyanax là một loài bọ cánh cứng trong họ Bọ hung (Scarabaeidae).